# チャーハマーナ朝

チャーハマーナ朝
Chahamana dynasty

チャーハマーナ朝（チャーハマーナちょう、英語：Chahamana dynasty）は、6世紀半ばから12世紀末にかけて、北インドのラージャスターン地方に存在したヒンドゥー王朝。ラージプートの王朝でもある。チャウハーン朝（Chauhan dynasty）とも呼ばれる。首都はアジュメール、デリー。

## 歴史
6世紀半ば、ラージプートのヴァースデーヴァによって、チャーハマーナ朝がラージャスターン地方に創始された。とはいえ、その当時はまだラージャスターンの小国で、8世紀にプラティーハーラ朝が成立すると、その支配下にはいった。
この王朝はどうやら単一の王朝ではなく、ラージャスターン地方やグジャラート地方の各地に小勢力が散在していたと考えられており、ラージャスターン中央部に存在したシャーカンバリー（サーンバル）を拠点とした一族がプラティーハーラ朝で封臣（サーマンタ）として頭角をあらわした。チャーハマーナ朝は勢力を拡大し、同様に独立したマールワーのパラマーラ朝と同盟を結び、グジャラートのチャウルキヤ朝と抗争するようになった。
やがて、10世紀半ばにデカンのラーシュトラクータ朝が北インドに侵攻すると、プラティーハーラ朝の全軍が防衛にあてられたのを見て反乱を起こし、同世紀後半のシンハラージャのとき、ラージャスターンで独立を達成した。また、11世紀初頭にアフガニスタンのイスラーム王朝であるガズナ朝が攻めてくると、ラージプートの王朝と連合して対抗したが、1018年に主家であったプラティーハーラ朝は事実上滅亡した。12世紀初頭、アジャヤラージャの治世、チャーハマーナ朝は堅牢な山城のある都市アジュメール（アジャヤメールとも）に拠点を移し、アフガニスタンのガズナ朝とグジャラートのチャウルキヤ朝に備えた。1119年、ガズナ朝によって拠点の一つナーガウルがガズナ朝によって占拠された。だが、アジャヤラージャの息子アルノーラージャがアジュメールの郊外でガズナ軍を撃退し、領土も同時に回復した。
そして、12世紀後半以降、ハリヤーナー地方のトーマラ朝を従属化に置いたのをはじめ、周辺の勢力をサーマンタとして吸収し、急速に勢力を拡大した。また、その過程でデリーやハーンシーを獲得した。同世紀末、チャーハマーナ朝は カナウジのガーハダヴァーラ朝、グジャラートのチャウルキヤ朝、ブンデールカンドのチャンデーラ朝を圧倒し、北インドでもっとも強勢を誇っていた。
また、その領域はデリー北方からパンジャーブ東南端、ラージャスターンに及ぶ広大なものであった。

### プリトヴィーラージャ3世とゴール朝の侵入

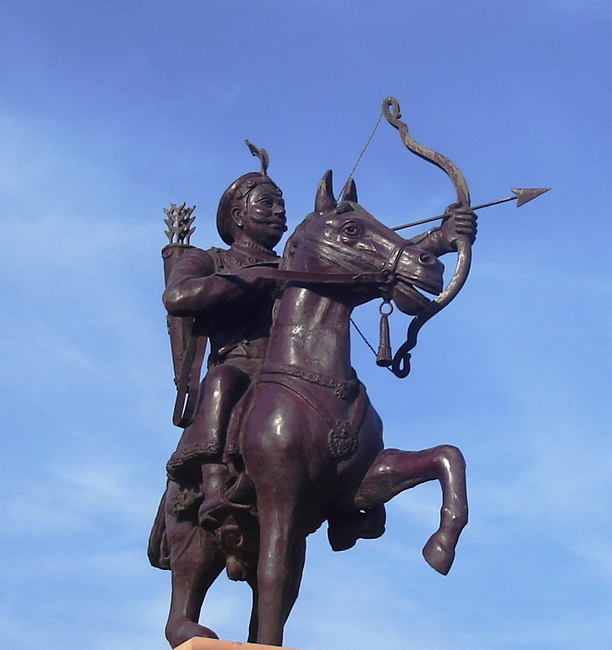
プリトヴィーラージャ3世

この王朝でもっとも有名なのが、12世紀末の王プリトヴィーラージャ3世である。この王の治世、チャーハマーナ朝は最盛期を迎えた
その治世、チャーハマーナ朝はブンデルカンドのチャンデーラ朝の領土に侵攻して領土を拡大しようとした。だが、これは結果的に領土の拡大には結びつかず、そればかりか東隣のガーハダヴァーラ朝の王ジャヤチャンドラとの関係が悪化した。
関係悪化の原因の一つは、プリトヴィーラージャ3世とジャヤチャンドラの娘との関係だった。あるとき、ジャヤチャンドラは自分の娘の婿選びに、各地の諸王に手紙を出し、首都カナウジに来るように伝えたが、プリトヴィーラージャ3世は敵国の王だったため拒否された。だが、プリトヴィーラージャ3世は従者とこっそり都にやってきて、ジャヤチャンドラの娘と恋仲になり、勝手に連れ去ってしまった。
このフィクションと思える話は物語詩に歌われ、のちにチャンド・バルダーイーが、「プリトヴィーラージ・ラーソー」という文学作品を出しているが、ジャヤチャンドラは娘を連れ去られたことに激怒し、この一件は隣接する両国の関係を悪化させた。
そして、アフガニスタンでは、11世紀後半にガズナ朝に代わって起こったイスラーム王朝の ゴール朝が台頭し、1190年にチャーハマーナ朝の領土に侵攻した。プリトヴィーラージャ3世はチャウルキヤ朝やパラマーラ朝などに呼びかけ、ラージプートの連合軍を結成してその盟主となったが、ガーハダヴァーラ朝のジャヤチャンドラは恨みがあったのでこれには加わらなかった。彼自身も配下のサーマンタから成る大軍を招集した。
こうして、1191年、ゴール朝の軍とラージプート連合軍がデリーから約150キロのタラーインで交戦し、数で有利だったラージプート連合軍が勝利し、ゴール軍は撤退した（タラーインの戦い）。
しかし、翌1192年の第2次タラーインの戦いでは、ラージプート連合軍は前回と同じく有利だったにもかかわらず敗北し、プリトヴィーラージャ3世は捕えられた。

### 滅亡
プリトヴィーラージャ3世は捕えられたのち、ゴール朝のもとでのアジュメール王として従属することとなったが、ほどなく殺害された。殺害の理由の一説には、独立を図ろうとしたという説がある。
プリトヴィーラージャ3世の殺害後、その息子ゴーヴィンダラージャはゴール朝に貢納をおさめることにしたが、その貢納の額は非常に重かった。そのため、プリトヴィーラージャ3世の弟ハリラージャは不満を持ち、1193年にアジュメールからゴーヴィンダラージャを追放し、自ら王となった。同年、ゴール朝の武将クトゥブッディーン・アイバクはデリーを占拠した。
1195年頃にハリラージャはデリーを奪い返そうとしたが、アイバクに逆に攻められ、アジュメールの戦いで敗れ、チャーハマーナ朝は滅んだ。とはいえ、ハリラージャはラジャースターン東端のランタンボールを拠点に、ランタンボール・チャーハマーナ朝を創始した。